# Mojiang-Virus
Das Mojiang-Virus (englisch Mòjiāng virus, MojV; Spezies Parahenipavirus mojiangense, früher Henipavirus mojiangense, Mojiang henipavirus) ist ein im Jahr 2014 erstbeschriebenes Virus aus der Gattung Parahenipavirus (seit 30. April 2024; früher Henipavirus) in der Unterfamilie Orthoparamyxovirinae der Familie Paramyxoviridae.

## Erstbeschreibung
Im Juni 2012 wurde bei drei Personen im autonomen Kreis Mòjiāng der Hani in der südchinesischen Provinz Yunnan eine schwere Lungenentzündung unbekannter Ursache diagnostiziert. Die Erkrankung verlief in allen drei Fällen letal. Die Erkrankten hatten in einem aufgegebenen Bergwerk gearbeitet. Da der Verdacht bestand, dass sich die Erkrankten in dem Bergwerk mit einem unbekannten Pathogen infiziert hatten, untersuchte ein Forscherteam aus Peking (Chinesische Akademie der Wissenschaften) und Pu’er (Institut für Parasitenkrankheiten, Provinz Yunnan) etwa ein halbes Jahr später Tiere in der Höhle auf Viren. Dazu wurden Anus-Abstriche von 20 Fledermäusen (u. a. bei der Großen Hufeisennase Rhinolophus ferrumequinum), neun Ratten (u. a.  bei Rattus flavipectus) und fünf Weißzahnspitzmäusen (u. a.  bei Crocidura dracula) aus der Höhle gewonnen und mit molekulargentisch-virologischen Methoden untersucht. Zunächst wurden Viruspartikel angereichert und die Proben anschließend mittels Hochdurchsatz-Sequenzierung untersucht. Dabei gelang die Identifizierung der Nukleotidsequenz eines bis dahin unbekannten Henipavirus, das nach seinem Entdeckungsort benannt wurde. Nachdem das Virus molekular charakterisiert worden war, wurden die gesammelten Abstrichproben gezielt darauf untersucht. Die Fledermaus- und Spitzmaus-Proben waren durchgängig negativ, aber drei der Ratten-Abstriche zeigten sich positiv für das neu entdeckte Virus.

## Genomorganisation
Das prototypische Virusgenom umfasste 18.404 Nukleotide Einzelstrang-RNA mit (−)-Polarität und einer putativen Genomorganisation, wie sie von anderen Henipavirus bekannt ist: 539 Aminosäuren (aa) Nucleocapsid (N)-Protein, P/V/W/C Proteine (Phosphoprotein; 694 aa, 464 aa, 434 aa, 177 aa); Matrixprotein (340 aa), Fusionsprotein (545 aa), Glycoprotein (625 aa), und großes (L-) Protein (2277 aa).

## Pathogenität
Ob das Virus bei den zuvor beobachteten menschlichen Erkrankungen eine Rolle gespielt hatte, blieb ungeklärt. Auch andere Infektionserreger kamen in Frage. Eine nachfolgende wissenschaftliche Untersuchung durch eine andere chinesische Forschergruppe in den Jahren 2012–2013 wohl aus demselben Bergwerk in Yunnan wies in den dort gefundenen Fledermäusen der Arten Rhinolophus sinicus, Java-Hufeisennase, Pomona-Rundblattnase, Langflügelfledermaus, Miniopterus fuliginosus und Ryukyu-Langflügelfledermaus verschiedene  Coronaviren nach. Die Autoren spekulierten, dass durch die Koinfektionen neue Coronaviren durch Genomrekombination entstehen könnten, aber auch hier blieb die mögliche Rolle dieser Viren bei menschlichen Erkrankungen ungeklärt.